# ABHD14A
ABHD14A (англ. Abhydrolase domain containing 14A) – білок, який кодується однойменним геном, розташованим у людей на 3-й хромосомі. Довжина поліпептидного ланцюга білка становить 271 амінокислот, а молекулярна маса — 29 765.
| 10         |  | 20         |  | 30         |  | 40         |  | 50         |
| ---------- |  | ---------- |  | ---------- |  | ---------- |  | ---------- |
| MVGALCGCWF |  | RLGGARPLIP |  | LGPTVVQTSM |  | SRSQVALLGL |  | SLLLMLLLYV |
| GLPGPPEQTS |  | CLWGDPNVTV |  | LAGLTPGNSP |  | IFYREVLPLN |  | QAHRVEVVLL |
| HGKAFNSHTW |  | EQLGTLQLLS |  | QRGYRAVALD |  | LPGFGNSAPS |  | KEASTEAGRA |
| ALLERALRDL |  | EVQNAVLVSP |  | SLSGHYALPF |  | LMRGHHQLHG |  | FVPIAPTSTQ |
| NYTQEQFWAV |  | KTPTLILYGE |  | LDHILARESL |  | RQLRHLPNHS |  | VVKLRNAGHA |
| CYLHKPQDFH |  | LVLLAFLDHL |  | P          |  |            |  |            |

A: Аланін

C: Цистеїн

D: Аспарагінова кислота

E: Глутамінова кислота

F: Фенілаланін

G: Гліцин

H: Гістидин

I: Ізолейцин

K: Лізин

L: Лейцин

M: Метіонін

N: Аспарагін

P: Пролін

Q: Глутамін

R: Аргінін

S: Серин

T: Треонін

V: Валін

W: Триптофан

Кодований геном білок за функцією належить до гідролаз. 
Локалізований у цитоплазмі, мембрані.